# ル・ポワン
『ル・ポワン』（Le Point）は、1972年に創刊されたフランスの週刊政治ニュース雑誌。発行元はアルテミス。

## 概要
『ル・ポワン』誌は、クロード・アンベール、オリヴィエ・シュヴリヨンらのジャーナリストによって1972年に創刊された。彼らはみな、1953年に後の女性の地位副大臣フランソワーズ・ジルーとジャン=ジャック・セルヴァン=シュレベールがインドシナ戦争の和平解決を説くピエール・マンデス＝フランスを支持する活動の一環として創刊した『レクスプレス』誌の編集委員であったが、編集方針に関する意見の不一致から同誌を離れ、『ル・ポワン』誌を創刊した。創刊号は1972年9月25日に刊行された。
発行部数は1981年に33万6000部が最盛期であり、現在は28万部まで落ち込んでいる。